# Museo Histórico Nacional (Argentina)

El Museo Histórico Nacional propone un recorrido de la historia argentina, exhibe objetos, documentos y piezas artísticas. Se encuentra ubicado en el barrio de San Telmo en la Ciudad de Buenos Aires, Argentina. Su patrimonio incluye objetos relacionados con la historia prehispánica, la Revolución de Mayo, el Cruce de los Andes, la cultura de los pueblos originarios y varios episodios descriptivos de la historia del país.

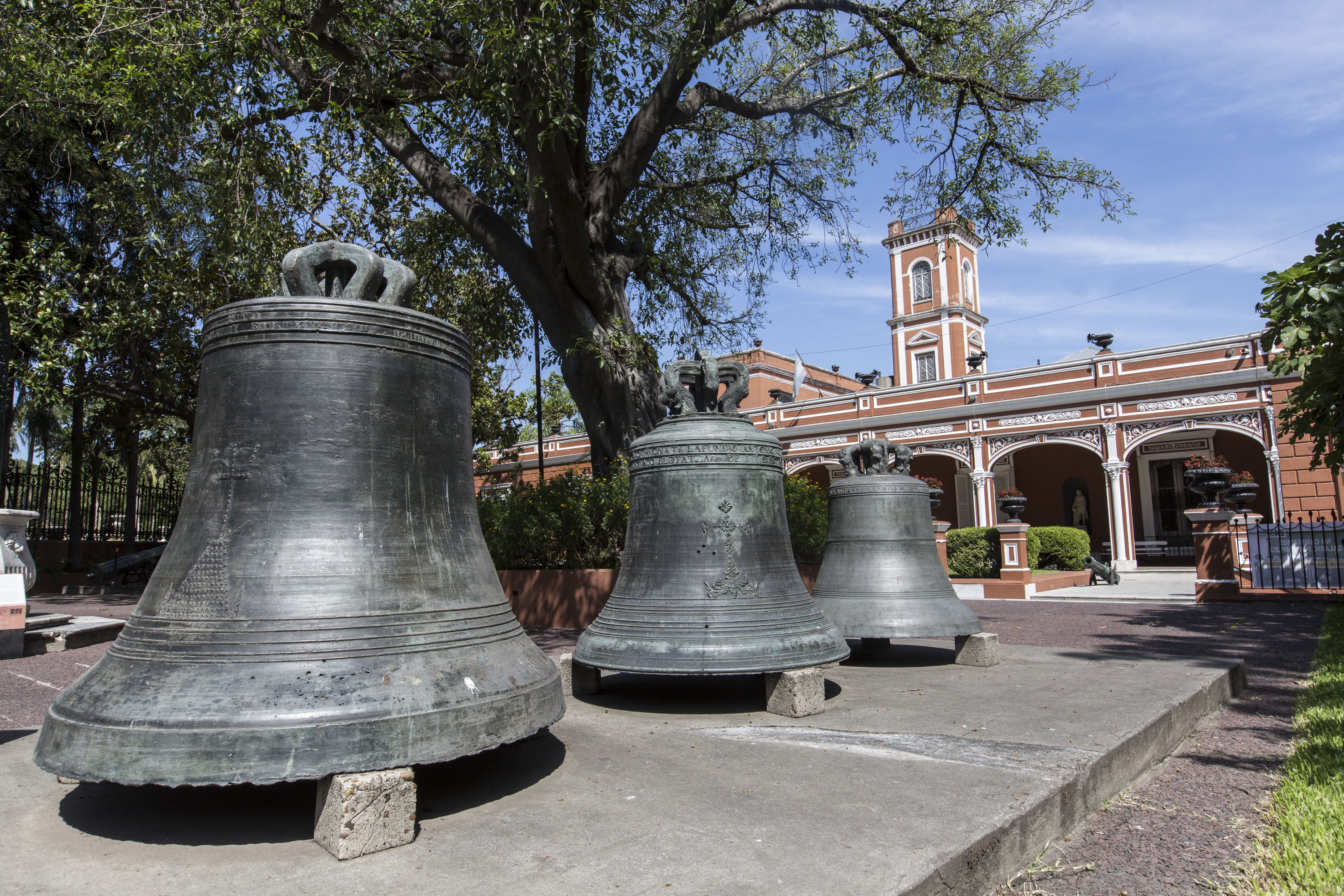
Jardín interior del museo

## Historia
El museo, en sus orígenes, fue llamado Museo Histórico de la Capital. Fue creado el 24 de mayo de 1889 por el Intendente Francisco Seeber, y se designó a Adolfo Carranza como su primer director, quien fue el propulsor para que se lleve a cabo su fundación. Aunque algunas versiones ubicaron la inauguración del Museo en febrero de 1891, estudios recientes señalaron que la inauguración oficial del museo fue en agosto de 1890 y que a esta le siguió una concurrida fiesta de inauguración en septiembre del mismo año. 
Quienes crearon el museo lo imaginaron dentro del Cabildo de Buenos Aires. Como esta idea no prosperó, se alquiló para su funcionamiento una casa en la calle Esmeralda 848, en el centro de la ciudad de Buenos Aires. Al año siguiente se mudó a Moreno 330. Sin embargo poco tiempo después, en 1893, el museo fue trasladado a la Avenida Santa Fe 3951 -donde actualmente funciona el Jardín Botánico-. En 1897 el museo fue mudado una vez más. Ese año la Municipalidad de Buenos Aires se hizo cargo de los terrenos vendidos por Ángela Álzaga de Lezama (actual Parque Lezama), y se decidió destinar la casona allí edificada para el museo histórico. Desde entonces el museo se encuentra en la calle Defensa 1600, en el barrio porteño de San Telmo, rodeado por un jardín con su propia historia.
Como la Municipalidad de la Ciudad de Buenos Aires no podía costear un proyecto de la envergadura de un museo que abarcara la historia nacional, poco después de su fundación se iniciaron gestiones con el gobierno nacional para realizar un traspaso de dependencia. La nacionalización del museo se concretó el 26 de septiembre de 1891, a partir de un decreto firmado por el entonces presidente Carlos Pellegrini. A partir de ese momento lleva el nombre de Museo Histórico Nacional. En 1997 esta sede del museo fue declarada Monumento Histórico Nacional.
Luego de la gestión de Carranza, la dirección del Museo Histórico Nacional fue ocupada por Juan Pradere (1914-1916), Antonio Dellepiane (1916-1932), Federico Santa Coloma Brandsen (1932-1939), Alejo González Garaño, (1939-1946), Antonio Apraiz (1946-1950), José Luis Trenti Rocamora (1950-1955), Humberto Burzio (1955-1966) y Julio César Gancedo (1966-1978), Hugo Corradi, Pilar Cárdenas de García, Jacinto Hermes Ferro (1978-1990; a cargo). Alfredo Barbagallo (1990-1995), Juan José Cresto (1995-2001): María Inés Rodríguez Aguilar (2001-2002; interventora), Juan José Cresto (2002-2005), José Antonio Pérez Gollán (2005-2013), Araceli Bellota (2013-2015), Viviana Melloni de Mallol (2015-2020) y Gabriel Di Meglio (desde abril de 2020).
Desde el año 2020, la dirección del museo está a cargo del historiador Gabriel Di Meglio.

## Su patrimonio

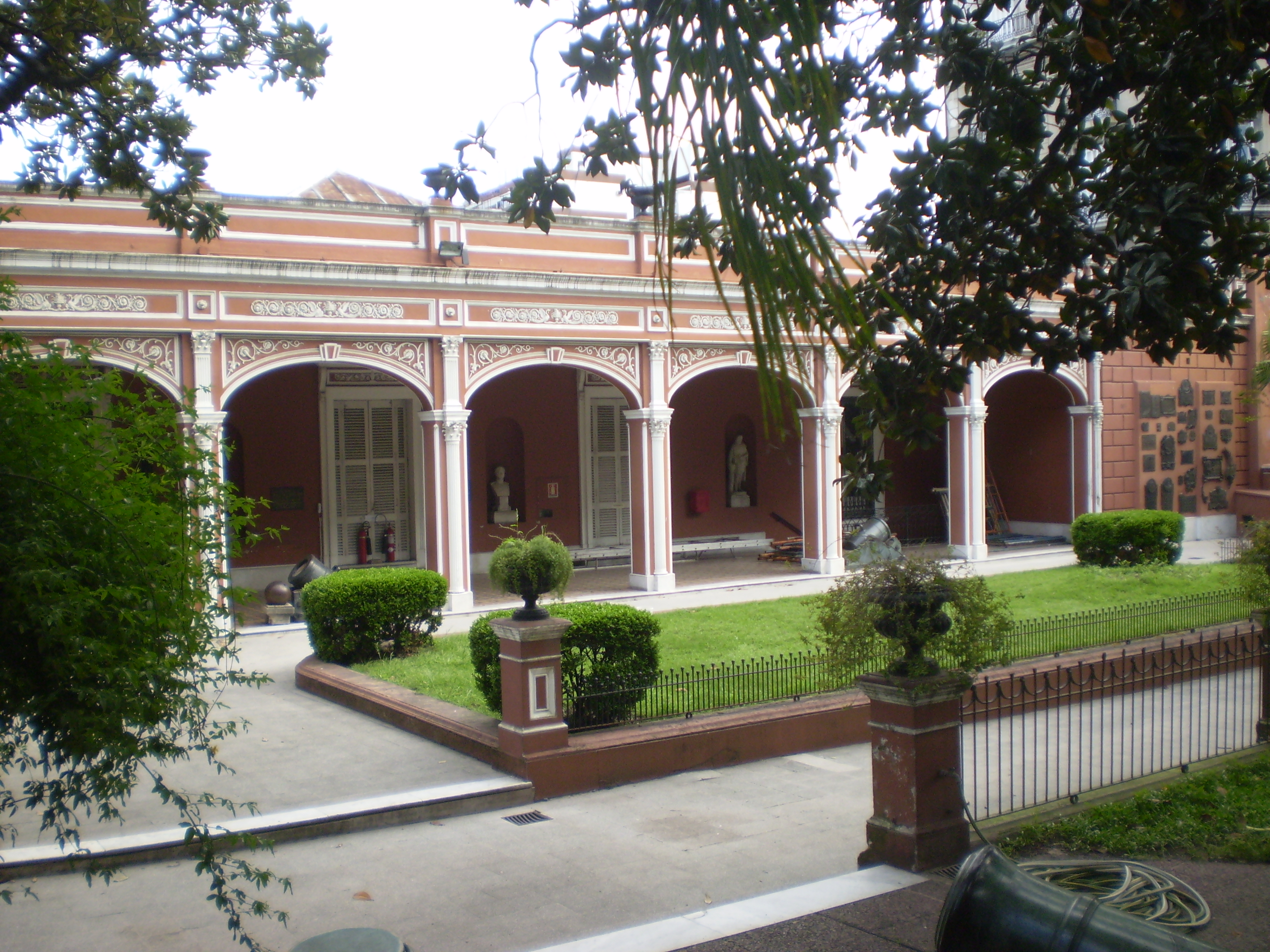
Jardín interior del museo

El Museo Histórico Nacional alberga una importante colección de objetos, textiles y documentación relacionados con la historia de Argentina. Entre otros, allí se encuentra una colección de cañones, el catalejo de William Carr Beresford y el sable corvo del general José de San Martín, el sable del general Manuel Belgrano, la cama de Rafael de Sobremonte, los ponchos de José de San Martín y Juan Manuel de Rosas, uniformes de Martín Miguel de Güemes, el abanico de Laureana Ferrari del cual se usaron sus lentejuelas para la confección de la Bandera del Ejército de los Andes, una colección de óleos de Cándido López sobre la Guerra del Paraguay así como también otros objetos que regresaron de esa guerra. Además, hay otros objetos curiosos como una máquina infernal con la que quisieron asesinar a Juan Manuel de Rosas, una colección de daguerrotipos -entre los que se encuentran uno tomado al José de San Martín y otro a Mariquita Sánchez de Thompson y la bandera de Macha.  
Entre los documentos más destacados que el Museo Histórico Nacional conserva, se encuentra el petitorio popular del 25 de mayo de 1810 y algunas de las invitaciones al Cabildo del 22 del mismo año. 
Del siglo XX, el museo tiene dentro de su colección objetos variados entre los que se incluyen una película cinematográfica de una visita que Bartolomé Mitre realizó al Museo Histórico Nacional, un disco de pasta para vitrola ortofónica que contiene el discurso del Presidente de facto José Félix Uriburu del 6 de septiembre de 1931, objetos personales de Juan Domingo Perón y algunos objetos de la Guerra de Malvinas.
El museo, además, posee dos áreas que complementan su patrimonio. Por un lado el Archivo, que comprende el archivo histórico y el archivo institucional. Allí se conservan documentos textuales manuscritos e impresos y documentos visuales fotográficos, iconográficos, y cartográficos. Por otra parte, la Biblioteca, que dispone de más de 10000 volúmenes y se especializa en historia argentina. Esta dispone de una amplia y diversificada colección de textos que remiten a la Revolución de Mayo y la Guerra de la Independencia.
El Museo Histórico Nacional también está conformado por otras áreas que se dedican a tareas específicas: Conservación y Restauración, Documentación y Registro de Colecciones, Biblioteca, Archivo ,Investigación, Educación, Comunicación, Mantenimiento, Museografía y Administración.